# Ана, Андрея
Андрея Беатрис Ана (венг. Andreea Beatrice Ana, род. 14 ноября 2000, Мангалия, Констанца) — румынская спортсменка, борец вольного стиля, трёхкратная чемпионка Европы, призёр чемпионатов Европы, участница Олимпийских игр.

## Биография
Родилась в 2000 году. С 2016 года выступает на международных соревнованиях по борьбе. Призёр чемпионатов мира и Европы по кадетам и юниорам. Бронзовый призёр чемпионатов мира 2018 и 2019 годов среди спортсменов не старше 23-х лет. 
В 2019 на чемпионате Европы в Бухаресте в весовой категории до 55 кг Андрея завоевала бронзовую медаль - это был первый успех на взрослом уровне.  
На чемпионате Европы 2021 года, который проходил в апреле в Варшаве, в весовой категории до 55 кг, румынская спортсменка вновь стала призёром  турнира и завоевала бронзовую медаль.
В мае 2021 года на мировом квалификационном турнире, который проходил в Софии, в категории до 53 кг, Андрея Ана, победив канадку Саманту Стюарт сумела дойти до решающего поединка и завоевать для своей страны олимпийскую лицензию на Игры в Токио. В августе 2021 года в 1/8 финала на Олимпиаде уступила белоруске Ванессе Колодинской В ноябре 2021 года выиграла Чемпионат мира до 23 лет в Сербии.
В апреле 2024 года на Европейском квалификационном турнире в Баку ей удалось завоевать лицензию для своей страны на летние Олимпийские игры 2024 в весовой категории до 53 кг.
В апреле 2025 года на чемпионате Европы в Братиславе в весовой категории до 53 кг завоевала серебряную медаль. В финальной схватке уступила сопернице из Греции Марии Преволараки.